# Material Control
Material Control è il terzo album in studio del gruppo musicale statunitense Glassjaw, pubblicato nel 2017.

## Tracce
Testi di Daryl Palumbo, musiche di Justin Beck.
1. New White Extremity – 4:25
2. Shira – 3:57
3. Citizen – 2:21
4. Golgotha – 3:04
5. Strange Hours – 4:09
6. Bastille Day – 2:22
7. Pompeii – 3:49
8. Bibleland 6 – 3:30
9. Closer – 2:38
10. My Conscience Weighs a Ton – 2:44
11. Material Control – 1:25
12. Cut and Run – 2:10

## Formazione
- Daryl Palumbo – voce
- Justin Beck – chitarra, basso, percussioni
- Billy Rymer – drums (tracce 1-4, 6-12)
- Chad Hasty – batteria (traccia 5)
- Akincana Krishna Dasa – percussioni, harmonium
- George Reynolds – voce (traccia 7)
- Ariel Telford – percussioni (traccia 6)